# Communauté de communes de Petite Camargue
Pour les articles homonymes, voir CCPC.
 (janvier 2019).
Si vous disposez d'ouvrages ou d'articles de référence ou si vous connaissez des sites web de qualité traitant du thème abordé ici, merci de compléter l'article en donnant les références utiles à sa vérifiabilité et en les liant à la section « Notes et références ».
La communauté de communes de Petite Camargue (abrégé en CCPC) est une communauté de communes française située dans le département du Gard, en région Occitanie.

## Histoire
La communauté de communes a été créée le 20 novembre 2001 par Jean Denat.
Elle adhère au Pays Vidourle-Camargue en novembre 2005.
En 2011, le préfet du Gard, Hugues Bousiges, dévoile son projet d'évolution de l'intercommunalité départementale, dans le cadre de la réforme des collectivités territoriales. Dans cette dernière, la CCPC serait fusionnée avec la communauté de communes Terre de Camargue au sein d'un ensemble rassemblant ainsi la Camargue gardoise et dénommé Communauté de communes Autour de la Camargue.
Des avis divergents sont alors donnés par les conseils municipaux des différentes communes : Vauvert est pour, Aimargues et Le Cailar contre, car elles trouvent que ce projet souffre d'un manque de visibilité.
Finalement, c'est la commission départementale de coopération intercommunale qui a rendu un avis définitif le 21 octobre 2011 : elle prend acte du refus de la plupart des assemblées délibérantes des deux communautés et rejette le projet de fusion des intercommunalités.

## Composition
La communauté de communes est composée des 5 communes suivantes :

| Nom             | Code Insee | Gentilé       | Superficie (km2) | Population (dernière pop. légale) | Densité (hab./km2) |
| --------------- | ---------- | ------------- | ---------------- | --------------------------------- | ------------------ |
| Vauvert (siège) | 30341      | Vauverdois    | 109,86           | 11 772 (2022)                     | 107                |
| Aimargues       | 30006      | Aimarguois    | 26,48            | 5 806 (2022)                      | 219                |
| Aubord          | 30020      | Aubordois     | 9,42             | 2 296 (2022)                      | 244                |
| Beauvoisin      | 30033      | Beauvoisinois | 27,82            | 5 823 (2022)                      | 209                |
| Le Cailar       | 30059      | Cailarens     | 30,01            | 2 566 (2022)                      | 86                 |

On retrouve aussi des hameaux : Franquevaux, Gallician, Montcalm et Sylvéréal.

## Démographie
| 1968   | 1975   | 1982   | 1990   | 1999   | 2010   | 2015   | 2021   |
| ------ | ------ | ------ | ------ | ------ | ------ | ------ | ------ |
| 11 627 | 12 897 | 15 754 | 19 526 | 21 057 | 23 808 | 26 390 | 27 960 |

## Administration

### Siège
Le siège social de la communauté se situe 145, avenue de La Condamine, à Vauvert.

### Compétences et budget
La communauté de communes gère les actions en faveur de l'emploi, la restauration scolaire, certaines routes et chemins, la halte nautique de Gallician, le développement économique, la politique touristique, l'amélioration de l'habitat, le SPANC, la collecte des déchets ménagers et assimilés, l'EHPAD (maison de retraite) de Beauvoisin et l'école intercommunale de musique de Petite Camargue située à Vauvert

### Présidence
| Identité                         | Période | Période | Durée  |
| Identité                         | Début   | Fin     | Durée  |
| -------------------------------- | ------- | ------- | ------ |
| Jean Denat (d) (né en 1955)      | 2001    | 2002    | 1 an   |
| Reine Bouvier (d) (née en 1954)  | 2002    | 2014    | 12 ans |
| Jean-Paul Franc (d) (né en 1956) | 2014    | 2020    | 6 ans  |
| André Brundu (d) (né en 1964)    | 2020    |         |        |

## Projets et réalisations
Dans le cadre de sa gestion de l'escale nautique à Gallician, la CCPC a lancé un partenariat avec différentes entreprises. Celui-ci s'inscrit dans le « Pass'découvertes » et permet à l'intercommunalité, en partenariat avec l'Union des Villes portuaires d'Occitanie, de promouvoir les services accessibles aux plaisanciers.